# Bỏng
Bỏng hay phỏng là một loại chấn thương đối với da hoặc các mô khác do nhiệt, điện, hóa chất, ma sát, hay bức xạ. Hầu hết bỏng là do nhiệt nóng từ chất lỏng, chất rắn, hoặc chất cháy. Trong đó nhiều phụ nữ ở nhiều vùng trên thế giới có nguy cơ bỏng do dầu mỡ bắn vào khi nấu ăn hoặc bếp nấu ăn không an toàn. Nghiện rượu và hút thuốc lá là yếu tố nguy cơ khác. Bỏng cũng có thể xảy ra như là kết quả của tự hại mình hoặc bạo lực giữa con người.
Đa phần bỏng có thể phòng tránh được. Điều trị tùy thuộc vào mức độ nghiêm trọng của vết bỏng. Bỏng bề mặt da có thể dùng thuốc giảm đau đơn thuần, trong khi vết bỏng lớn đòi hỏi phải điều trị kéo dài trong các trung tâm chuyên về bỏng. Làm mát bằng nước máy có thể giúp giảm đau và giảm thương tổn. Tuy nhiên, làm mát kéo dài có thể dẫn đến hạ nhiệt độ cơ thể. Bỏng nông nhẹ có thể yêu cầu làm sạch bằng xà phòng và nước. Vậy nhưng các mụn nước có thể nổi lên, nếu nhỏ có thể tự lành. Bỏng sâu hơn thường cần điều trị bằng phẫu thuật, chẳng hạn như ghép da. Bỏng sâu thường đòi hỏi phải truyền một lượng lớn dịch truyền tĩnh mạch, do hiện tượng thoát dịch mao mạch và viêm sưng mô. Các biến chứng thường gặp nhất của bỏng thường liên quan đến nhiễm trùng.
Năm 2013, lửa và nhiệt là nguyên nhân làm 35 triệu người bị thương. Với khoảng 2,9 triệu ca nhập viện và 238.000 người thương vong. Hầu hết các trường hợp tử vong do bỏng xảy ra ở các nước đang phát triển, đặc biệt là ở khu vực Đông Nam Á. Tỷ lệ bỏng ở Việt Nam chưa có thống kê chính xác nhưng tỷ lệ rất cao do bỏng thường và có xu hướng ngày càng tăng cao. Thống kê cứ 100 bệnh nhân bỏng có 3 đến 5 người tử vong và có hơn 30 người bị di chứng về sau. Bỏng xảy ra nam giới và phụ nữ gần như ngang nhau. Các kết quả lâu dài có liên quan đến kích thước của bỏng và độ tuổi của người bị bỏng.

## Các dấu hiệu và triệu chứng
Các đặc tính của một vết bỏng phụ thuộc vào độ sâu của nó. Bỏng bề ngoài gây đau kéo dài hai hoặc ba ngày, sau đó bong tróc của da trong vài ngày tới. Cá nhân bị bỏng nặng hơn có thể chỉ ra sự khó chịu hay phàn nàn về những áp lực cảm giác hơn là đau. Bỏng toàn phần-độ dày có thể hoàn toàn không nhạy cảm với cảm ứng ánh sáng hoặc thủng. Trong khi bỏng bề mặt thường có màu đỏ, bỏng nặng có thể có màu hồng, màu trắng hoặc đen. bỏng quanh miệng hoặc bị cháy xém tóc bên trong mũi có thể chỉ ra rằng bỏng đường thở đã xảy ra, nhưng những phát hiện này là không điển hình. Dấu hiệu khác đáng lo ngại bao gồm: khó thở, khàn tiếng, và thở rít hoặc thở khò khè. Ngứa ngáy là triệu chứng phổ biến của bệnh nhân trong quá trình điều trị bỏng, xảy ra lên đến 90% ở người lớn và gần như tất cả trẻ em. Tê hoặc ngứa ran có thể tồn tại trong một thời gian dài sau khi bị bỏng điện. Bỏng cũng có thể tạo ra cảm xúc đau buồn, lo âu và ảnh hưởng đến tâm lý của người bệnh, cũng như người thân.

### Các thời kỳ của bỏng
Đã có nhiều quan niệm về các thời kỳ của bệnh bỏng, người ta chia làm hai thời kỳ, ba thời kỳ, bốn thời kỳ, năm thời kỳ. Song chia bệnh bỏng làm bốn thời kỳ, được nhiều tác giả chú ý:
1. Thời kỳ thứ nhất: 2 -3 ngày đầu tiên sau bỏng. Đặc trưng là trạng thái sốc bỏng (burn shock)
2. Thời kỳ thứ hai: là thời kỳ nhiễm độc, nhiễm khuẩn cấp (acute intoxication and infection): từ ngày thứ 4 - 45 - 60 sau bỏng. Đối với bỏng nông, đây là thời kỳ liền sẹo và khỏi bệnh. Đối với bỏng sâu đây là thời kỳ nhiễm độc, nhiễm trùng.
3. Thời kỳ thứ ba: đây là thời kỳ suy mòn bỏng (burn cachexia) (từ ngày thứ 45 - 60 trở đi), nếu không được điều trị và nuôi dưỡng tốt. Có thể chia làm  ba mức độ suy mòn bỏng: Nhẹ, vừa, nặng.
- Nhẹ: tổ chức hạt phù nề, gầy sút khoảng 4–9 kg, hồng cầu 3,8 - 2.5 T/lít, huyết sắc tố tới 55 G/lít, hematocrit tới 29%, protein huyết tương 7,5 - 5,5 g%, tỉ lệ albumin huyết tương tới 38%.
- Vừa: tổ chức hạt xuất huyết, gầy sút khoảng 10 – 19 kg, teo cơ, phù dưới da, có các vết loét dưới điểm tỳ, hồng cầu 3,1 - 2.7 T/lít, huyết sắc tố tới 40 G/lít, hematocrit tới 22%, protein huyết tương 6,8 - 4,0 g%, tỉ lệ albumin huyết tương tới 24%.
- Nặng: vết thương bỏng không có mô hạt, có hoại tử thứ phát, gầy sút khoảng 20 – 40 kg, teo cơ,phù dưới da, các vết loét dưới điểm tỳ nhiều và tiến triển xấu, hồng cầu 3,6 - 1,0 T/lít, huyết sắc tố tới 29 G/lít, hematocrit tới 13%, protein huyết tương 5,2 g%, tỉ lệ albumin huyết tương tới 11%. Có rối loạn và suy sụp chức phận và teo các nội tạng và tuyến nội tiết, rối loạn tinh thần.

Suy mòn bỏng nhẹ có thể hồi phục nhanh nếu điều trị tốt. Suy mòn bỏng vừa có thể có tử vong do các biến chứng khác của bệnh bỏng. Suy mòn bỏng nặng có tỉ lệ tử vong khoảng 50 - 60 %.
4. Thời kỳ thứ tư: thời kỳ hồi phục của bệnh bỏng (Stage of recovery). Vết thương bỏng đã được phủ kín, liền sẹo. Các rối loạn chức phận của các nội tạng được phục hồi dần dần. Các rối loạn về chuyển hoá, dinh dưỡng cũng được trở về bình thường (thời kỳ này kéo dài từ 1 - 1,5 tháng).
Hiện nay người ta có thể chia bỏng chỉ làm ba thời kỳ, do bệnh nhân được nuôi dưỡng và điều trị tốt không còn thời kỳ suy mòn bỏng.

## Nguyên nhân gây bỏng

### Bỏng do nhiệt

#### Sơ lược
Tại Hoa Kỳ, lửa và các chất lỏng nóng là nguyên nhân phổ biến nhất dẫn đến bỏng. Trong số vụ cháy nhà dẫn đến tử vong, hút thuốc lá gây ra 25% và các thiết bị sưởi ấm gây ra 22%. Gần một nửa số thương tích bỏng là do những nỗ lực để chống lại hỏa hoạn. Bỏng được gây ra bởi chất lỏng nóng hoặc khí và thường xảy ra khi tiếp xúc với đồ uống nóng, nhiệt độ cao vòi nước trong phòng tắm hoặc buồng tắm vòi, dầu nóng, hoặc hơi nước. Đây là loại bỏng phổ biến nhất ở trẻ em dưới năm tuổi, ở Hoa Kỳ và Úc, loại này chiếm khoảng hai phần ba trong các nguyên nhân gây bỏng. Bỏng do nóng là nguyên nhân của khoảng 20-30% số ca bỏng ở trẻ em. Nói chung, bỏng nước nóng thường gây ra bỏng độ I, độ II, nặng hơn dẫn đến bỏng độ III nếu tiếp xúc nguồn nhiệt nóng quá lâu. Pháo hoa là một nguyên nhân phổ biến của bỏng trong mùa nghỉ lễ ở nhiều nước. Đây là một nguy cơ đặc biệt đối với nam thanh niên.

#### Phân nhóm
Là loại bỏng hay gặp nhất (84-93%), gồm:
- Bỏng do nhiệt nóng

Nhiệt ướt: Nhiệt độ gây bỏng thường không cao nhưng tác dụng kéo dài trên da, có thể gây bỏng sâu, như nước sôi, nước nóng, thức ăn nóng sô, dầu mỡ sôi, nhựa đường, hơi nước... 
Nhiệt khô: Nhiệt độ cao từ 800-1400 độ C, bỏng do tác dụng trực tiếp của vật nóng thường gây bỏng sâu, như kim loại nóng, bô xe máy, bàn là; bỏng do khí nóng...
- Bỏng do nhiệt lạnh: tổn thương do cóng lạnh như nitơ lỏng, băng đá lạnh...
- Bỏng do lửa: Đây là tác nhân hay gặp, thường gây ra tổn thương từ vừa đến rất nặng, như lửa dầu, lửa xăng, lửa cồn, lửa do cháy nhà, cháy xe, tia lửa điện..

### Bỏng do hoá chất
Hóa chất gây 2-11% trong số tất cả các vết bỏng và gây ra 30% các ca tử vong do bỏng. Bỏng hóa chất có thể được gây ra bởi hơn 25.000 chất, hầu hết trong số đó là hoặc là các chất oxy hóa mạnh (55 %) hoặc axit mạnh (26%). Hầu hết các trường hợp tử vong do bỏng hóa chất đều thông qua đường tiêu hóa. Các nhóm chất thường gặp bao gồm: axit sulfuric có thể được tìm thấy trong chất tẩy rửa nhà vệ sinh, sodium hypochlorite có thể được tìm thấy trong thuốc tẩy, và hydrocarbon halogen hóa có thể được tìm thấy trong chất tẩy sơn... Axit fluoride hydrogen có thể gây bỏng đặc biệt sâu mà có thể không để lại triệu chứng cho đến khi biểu hiện rõ ràng sau một thời gian tiếp xúc. Axit formic có thể hủy hoại đáng kể các tế bào máu. 
Mức độ tổn thương phụ thuộc vào các đặc tính hoá lý, nồng độ, thời gian tác dụng của hóa chất, đặc điểm của vùng cơ thể bị bỏng và cách sơ cứu ban đầu. Tỷ lệ bỏng do hoá chất chiếm khoảng 5-6% trong các loại bỏng ở thời bình. Trong chiến tranh, bỏng hóa chất thường rất đa dạng. 
Phổ biến các chất gây bỏng thường là:
- Dung dịch của các axit, như H2SO4, HNO3, HCl, axit tricloroaxetic, axit flohydric, axit phenic. Một số axit gây độc cho cơ thể như axit focmic, axit cromic, axit muriatic, axit sunfuric...
- Muối một số kim loại nặng.
- Dung dịch các chất kiềm mạnh, như vôi tôi Ca(OH)2, NaOH, KOH, Amonihydroxit (NH4OH)
- Các chất oxy hóa mạnh như thuốc tím, các chất gậm mòn như phospho, phenol...

### Bỏng do dòng điện
Khi luồng điện dẫn truyền vào cơ thể sẽ gây các tổn thương bệnh lý toàn thân (như choáng điện, ngừng tim, ngừng hô hấp) hoặc tại chỗ tiếp xúc (như hoại tử da, xương, gân, cơ...). Thường gây bỏng sâu, có khi tới cơ xương và mạch máu. 
Bỏng điện thường chia làm hai loại:
- Do tia lửa hồ quang điện, loại bỏng này có nhiệt độ rất cao từ 3200 - 4800 độ C, thời gian tác dụng rất ngắn 0,2 - 1,5 giây; 80% nhiệt năng bức xạ ánh sáng của tia lửa điện là chùm tia hồng ngoại thường gây nên bỏng nông, bỏng các phần hở của cơ thể và bỏng phần cơ thể hướng về phía tia lửa điện. Nếu điện thế cao trên 1000 vôn có thể gây bỏng trung bì và bỏng sâu.

Sét đánh cũng là một hiện tượng bỏng điện có hiệu thế cao hàng triệu von.
- Tổn thương do luồng điện dẫn truyền vào cơ thể như các dòng điện hạ thế hay luồng điện có hiệu thế cao thế từ 1000 von đến 50.000 von. Luồng điện khi dẫn truyền qua cơ thể sẽ theo con đường nào ít điện trở nhất. Luồng điện đi qua tim, não thường gây nguy hiểm đến tính mạng người bị bỏng.

### Bỏng do bức xạ
Mức độ tổn thương phụ thuộc vào loại tia, mật độ của chùm tia, khoảng cách từ nguồn tia đến da, thời gian tác dụng.Như tia hồng ngoại, tia tử ngoại, tia ronghen, lade, tia phóng xạ, tia X...

## Chẩn đoán bỏng

#### Tóm lược
Loại bỏng chỉ ảnh hưởng đến lớp da bên ngoài gọi là bỏng ngoài da hay bỏng độ 1 (bỏng nhẹ). Khi mức độ chấn thương đi sâu vào một vài lớp da ở bên trong thì nó được phân thành bỏng độ 2. Khi toàn bộ lớp da bị phá hủy, hay bỏng độ 3, mức độ chấn thương ảnh hưởng tới mọi lớp của da người. Mức độ nặng nhất đó là bỏng độ 4, khi những vùng sâu dưới da như mô hoặc cơ hay xương bị tác động đến.

### Độ sâu
Có nhiều cách phân loại độ sâu nhưng ở Việt Nam, thường chia độ sâu tổn thương làm 5 độ của GS. Lê Thế Trung- Viện Bỏng Quốc gia(Học viện Quân Y):

#### Bỏng nông
Đây là loại bỏng nhẹ nhất, thương tổn chủ yếu trên bề mặt da, dễ khỏi và có thể không để lại seo hay vết thâm. Loại này gồm hai cấp độ:
- Bỏng độ I (viêm da cấp do bỏng: phù nề, sưng, nóng, đỏ, đau), ở lớp nông của thượng bì khô và bong. Bỏng gây sưng đỏ, phù nề, rát nhưng sau 2 – 3 ngày thì khỏi và không để lại sẹo. Thường gặp khi bị bỏng nắng, bỏng nước sôi chỗ không có quần áo.
- Bỏng độ II: thương tổn lớp biểu bì. Trên nền da đỏ, xuất hiện những nốt phỏng nước chứa dịch trong hoặc vàng nhạt, có thể xuất hiện muộn từ 12-24 giờ sau khi bị bỏng. Đáy nốt phỏng màu hồng ánh ướt có thấm dịch xuất tiết, sau 3-4 ngày hiện tượng viêm đỡ. Tại các nốt phỏng, dịch còn đọng lại. Vì chưa tới lớp tế bào đáy nên khi khỏi không để lại sẹo. Khỏi sau 10 – 14 ngày. Hay gặp: bỏng nước sôi chỗ có quần áo...
- Bỏng độ III (Bỏng trung bì). Hoại tử toàn bộ lớp thượng bì, tổn thương phần lớn các thánh phần lớp trung bì, nhưng các thành phần phụ thuộc của da (gốc lông, tuyến mồ hôi, tuyến nhờn), còn nguyên vẹn. Loại này chia thành hai loại:

- Bỏng độ III (nông): Tổn thương thượng bì nhưng ống và gốc lông các tuyến mồ hôi còn nguyên vẹn. Tổn thương đặc trưng bởi nốt phỏng: hình thành sớm hoặc muộn; vòm dày; đáy màu đỏ, hồng, còn cảm giác đau; dịch nốt phỏng có thể có màu hồng, đục. Tự khỏi bằng hiện tượng biểu mô hóa trong vòng 2 – 4 tuần hay từ khoảng 15 - 30 ngày.
- Bỏng độ IIIb (sâu): Chỉ còn lại phần sâu của các tuyến mồ hôi. Tổn thương này có thể có nốt phỏng, vòm dày (tính chất của nốt phỏng độ III), đấy nốt phỏng tím sẫm, trắng bệch, xám, giảm cảm giác đau.
Ngoài ra gây Hoại tử: Hay gặp hoại tử ướt, màu trắng, phân biệt với bỏng độ IV là: Còn cảm giác đau, da không bị nhăn rúm, không có hình mao mạch huyết tắc. Sau 12-14 ngày rụng hoại tử hình thành mô hạt xen kẽ với các vùng biểu mô - hình ảnh đảo biểu mô. Có thể tự liền bằng hiện tượng tế bào biểu mô phủ kính câc tổ chức hạt sau 30 – 45 ngày, để lại sẹo xấu. Nếu vết bỏng thiểu dưỡng, tỳ đè, nhiễm khuẩn...Chuyển hoàn toàn thành bỏng sâu.
Bỏng độ III có khi được gọi là ""bỏng trung gian""
Là loại bỏng nằm giữa giới hạn bỏng nông và bỏng sâu. Bỏng lan tới một phần của lớp tế bào đáy (lớp nông, phần uốn lượn lên xuống). Bỏng loại này tiến triển tốt, nhưng cũng có thể nặng lên và thành bỏng sâu. Thường gặp khi bị bỏng nước sôi chỗ có quần áo.

#### Bỏng sâu
Là mức độ bỏng nặng và rất nặng, tác nhân gây bỏng đã phá huỷ lớp tế bào đáy, để lại phần da bị dúm dó, đa số cần phải lại vá da. Hậu quả rất nặng nề từ sẹo đến phải cắt bỏ phần da, tử vong. Bỏng sâu gồm các cấp độ bỏng IV trở đi.
- Bỏng độ IV (Bỏng toàn bộ lớp da): Da trắng bạch (như thịt luộc), đỏ xám hoặc đá hoa vân. Lớp tế bào đáy bị phá huỷ, bỏng ăn lan tới trung bì, gây hoại tử da diện rộng. Vì mất lớp tế bào sinh sản, da không được bảo vệ, nên bỏng loại này hầu hết bị nhiễm khuẩn. Về lâm sàng loại bỏng này thể hiện dưới 2 hình thức: Vùng da hoại tử ướt và vùng da hoại tử khô. Thường gặp bỏng do xăng, acid, bỏng điện...
- Bỏng độ V: tác nhân gây bỏng phá huỷ hết da, bỏng ăn tới tận cơ, xương, cả một vùng của chi bị cháy đen. Về lâm sàng thấy da hoại tử khô nỗi rõ lưới mạch đã bị huyết tân của lớp dưới da, da hoại tử lõm sâu, mất cảm giác hoàn toàn. Thường gặp do điện cao thế, sét đánh, cháy nhà (trong các thảm hoạ cháy nhà cao tầng, cháy ô tô chở khách...).

### Tính diện tích bỏng
Tính diện tích bỏng ở người lớn
Tính diện tích bỏng ở trẻ em
'''

## Sơ cứu

### Sơ lược
Cách chữa bỏng phụ thuộc vào cấp độ bỏng. Các vết bỏng nhẹ hay ngoài da có thể tự chữa bằng một ít thuốc giảm đau, trong khi đối với bỏng cấp độ 3 hay 4 đòi hỏi bệnh nhân phải được sơ cứu trước khi chuyển đến các trung tâm chuyên về bỏng. Bỏng độ 1 và 2 có thể sử dụng khăn làm ướt phủ lên vết thương giúp làm dịu vết thương và giảm đau; tuy nhiên không nên đắp khăn quá lâu sẽ gây ra sự giảm thân nhiệt. Vết bỏng độ 2 hay 3 cũng cần được làm sạch bằng nước và xà phòng trước khi băng bó lại. Người ta vẫn chưa rõ tại sao lại xuất hiện vết bỏng rộp, nhưng tốt nhất không nên động đến chúng (như cạy phần da bị bong ra sau khi bị bỏng). Đối với những cấp độ bỏng nặng thì bệnh nhân cần được phẫu thuật, như cấy ghép da. Người có những vết bỏng nặng trên da diện rộng cần phải được truyền nhiều nước vào tĩnh mạch (intravenous therapy) do hệ quả của sự viêm nhiễm sẽ làm bệnh nhân mất nhiều chất lỏng thông qua các mao mạch và bị phù nề (edema). Đa số các trường hợp bị bỏng nặng cũng đều bị ảnh hưởng hay liên quan đến chứng nhiễm trùng.

### Bỏng nhiệt
Không nên chườm đá, điều này sẽ làm cho nạn nhân bị bỏng kép – bỏng lạnh và bỏng nóng (do nạn nhân đã mất nhiệt, nếu chườm thêm đá sẽ gây ra bỏng lạnh, mà chấn thương trực tiếp là các tinh thể đá làm đông cứng tế bào, gây hoại tử).
Sơ cứu viên phải ngừng việc cháy bằng cách cách li nạn nhân khỏi nhiệt, và phải cẩn thận không gây thương tích cho chính mình. Kiểm tra các yếu tố có thể đe dọa tính mạng bằng cách thực hiện bước ABC (Khí quản, Thở, và Tuần hoàn). Giảm nhiệt của vết bỏng bằng cách ngâm nhiều nước đến khi vết bỏng giảm (trong trường hợp bỏng hóa chất, phải đổ phần nước đã ngâm có chứa hóa chất). Sau khi nạn nhân cảm thấy đỡ hơn, băng bó lỏng lẻo phần bỏng bằng băng gạc vô trùng, khô (tốt nhất là không dính vào vết bỏng). Tuyệt đối không sử dụng các loại bơ, kem đánh răng, dầu, nước tương, mắm, muối,...; chúng có thể ủ nhiệt và gia tăng khả năng nhiễm trùng. Chúng cũng sẽ bị loại bỏ, làm sạch ở bệnh viện và điều đó chỉ làm tăng thêm sự đau đớn cho nạn nhân. Ưu tiên điều trị sốc do bỏng gây ra. Bỏng sẽ làm tê liệt khả năng điều hòa nhiệt độ của cơ thể. Hãy đảm bảo rằng nạn nhân không quá nóng hay quá lạnh.
Chiết xuất nha đam (lô hội), thuốc bôi Silvirin (bạc sulfazdiazine), thuốc giảm đau dứt điểm, NSAID, (như Alaxan, Aspirin) là một số thuốc hay được sử dụng. Thảm khảo ý kiến bác sĩ trước khi sử dụng.

### Bỏng hóa chất
Chườm đá hoặc nước đá, ngoại trừ đối với bỏng độ I. Chạm vào vết thương mà không sử dụng băng vô trùng. Cởi bớt quần áo đang mặc. Cố vệ sinh vết bỏng nghiêm trọng. Làm bể bóng nước. Sử dụng bất kì loại thuốc mỡ trên một vết bỏng nghiêm trọng.
Nếu đó là một hóa chất khô, cách li với da bằng giấy, vải, hoặc găng tay. Cố gắng không làm rơi trên người sơ cứu viên hay làm rơi, dây thêm trên người nạn nhân. Khi phần lớn hóa chất đã được loại bỏ, xả với nước như đã nói trên. Gọi cấp cứu ngay lập tức.
Nếu vết bỏng là do hóa chất ướt, xả nhiều nước trong vòng 15 phút và trong khi xả, lập tức gọi xe cứu thương.

### Bỏng điện
Bỏng điện nhìn sẽ giống như bỏng độ III, nhưng khu vực xung quanh sẽ không có bỏng độ I hay độ II. Chúng thường đi theo cặp: vết thương đầu vào (thường sẽ nhỏ), và đầu ra (lớn hơn). Gọi xe cứu thương ngay lập tức nếu nạn nhân bị sốc vì dòng điện có tác dụng sinh lý, gây nên các vấn đề tim mạch và hô hấp. Hãy sẵn sàng để thực hiện CPR (kĩ thuật hồi sức tim – phổi) và khử rung tim. Chăm sóc tương tự như bỏng nhiệt.

### Bỏng phóng xạ
Bỏng phóng xạ, dù cho thông thường được gây ra bởi nguồn hạt nhân, chúng cũng có thể bao gồm phóng xạ cực tím dưới hình thức cháy nắng mà có thể xem và điều trị như bỏng nhiệt. Bỏng phóng xạ do hạt nhân, tuy hiếm gặp, nhưng cũng có thể xem như bỏng nhiệt. Sơ cứu viên không thể chữa trị bỏng phóng xạ. Một cá nhân làm việc trong môi trường có nguy cơ cao về nhiễm phóng xạ thường được giáo dục về cách điều trị bỏng phóng xạ. Sơ cứu viên không nên đặt tính mạng bản thân vào nguy cơ nhiễm phóng xạ khi cố chữa trị cho nạn nhân bị bỏng phóng xạ. Đối với tất cả loại bỏng phóng xạ, ưu tiên gọi đội ngũ y tế chuyên nghiệp, có chuyên môn về lĩnh vực này.
Bỏng phóng xạ cũng có thể ở dưới dạng mù tuyết (hoặc bỏng ánh sáng làm hỏng võng mạc). Băng mắt bằng băng gạc vô trùng, và triệu hồi xe cứu thương ngay lập tức. Làm bất cứ điều gì có thể để nạn nhân được thoải mái, kiểm tra các bước ABC, điều trị sốc, và giữ bình tĩnh cho nạn nhân.

### Bỏng nặng
Các trường hợp bỏng sau đây yêu cầu sự chăm sóc y tế càng sớm càng tốt. Chúng có thể đe dọa tính mạng, vô hiệu hóa, biến dạng phần bị bỏng. Gọi cho tổ chức y tế chuyên nghiệp ngay nếu:
- Trẻ em dưới năm tuổi hoặc người già bị bỏng.
- Nạn nhân khó thở
- Bỏng nhiều hơn một khu vực ở cơ thể

Cổ, tay, chân, đầu, bộ phận sinh dục bị bỏng
- Bỏng mũi và (hoặc) bỏng miệng (đây là dấu hiệu bỏng khí quản).
- Vết bỏng là hậu quả từ bỏng điện và hóa chất.

## Dịch tễ
Năm 2004, có 11 triệu ca bỏng cần được chăm sóc y tế trên toàn thế giới và kết quả là 300.000 ca tử vong. Nó là 1 trong 4 nguyên nhân chấn thương hàng đầu (sau va chạm giao thông, ngã, và bạo lực). Khoảng 90% các ca bỏng xảy ra ở các nước đang phát triển, chủ yếu do mật độ dân số quá đông và người dân thường xuyên nấu ăn một cách thiếu an toàn. Gần 60% vụ bỏng gây tử vong xảy ra ở khu vực Đông Nam Á với tỷ lệ 11,6 trên 100.000. Số vụ bỏng gây chết người đã tăng từ 280.000 năm 1990 lên 338.000 vào năm 2010.
Ở các nước phát triển, nam giới có tỷ lệ tử vong do bỏng gấp đôi nữ giới. Thường, nguyên nhân chính của tỷ lệ này là vì nam giới thường đảm nhận những công việc nguy hiểm và có rủi ro lớn hơn. Ở nhiều nước đang phát triển, tuy nhiên, số phụ nữ bị bỏng lại gấp đôi nam giới. Điều này thường liên quan đến tai nạn trong nhà bếp hoặc bạo lực gia đình. 
Ở trẻ em, tử vong do bỏng xảy ra 
lớn hơn mười lần ở các nước đang phát triển hơn so với các nước phát triển. Bỏng là 1 trong 10 nguyên nhân hàng đầu gây tử vong ở trẻ em. Từ năm 1980 đến năm 2004, nhiều quốc gia đã giảm được một nửa tỷ lệ bỏng gây chết và bỏng thông thường.
Các nước phát triển
Ước tính có khoảng 500.000 người bị bỏng được điều trị y tế hàng năm ở Hoa Kỳ. Bỏng khiến khoảng 3.300 người chết vào năm 2008. Hầu hết các ca bỏng (70%) và tử vong do bỏng xảy ra ở nam giới. Tỷ lệ này lớn nhất ở những người 18-35 tuổi. Bỏng do sét lấy đi sinh mạng của 60 người mỗi năm. Tại châu Âu, bỏng do cố ý xảy ra phổ biến nhất ở nam giới tuổi trung niên.
Nước đang phát triển
Tại Ấn Độ, khoảng 700.000 đến 800.000 người bị bỏng mỗi năm, rất ít người được chăm sóc tại các đơn vị chuyên khoa bỏng. Tỉ lệ cao nhất xảy ra ở phụ nữ 16-35 tuổi. Một phần là do thói quen nấu ăn không an toàn, và một nguyên nhân nữa, phụ nữ Ấn Độ thường mặc những trang phục kín. Người ta ước tính rằng một phần ba các vụ bỏng ở Ấn Độ xảy ra do quần áo bắt lửa từ ngọn lửa. Bỏng do cố ý cũng là một nguyên nhân phổ biến và xảy ra ở tỷ lệ cao ở phụ nữ trẻ, học sinh trung học, bạo lực gia đình và tự sát.

## Lịch sử

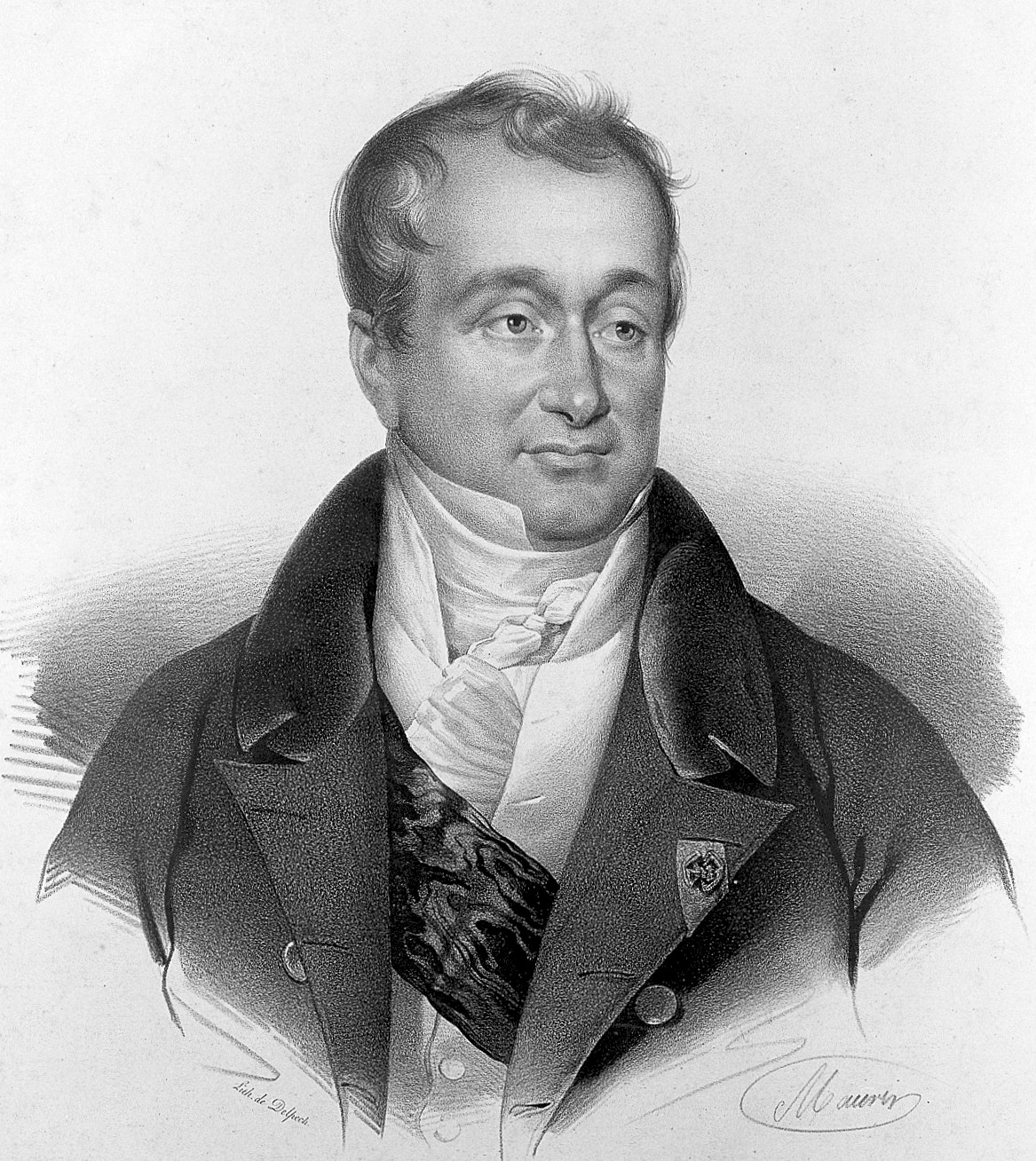
Guillaume Dupuytren (1777-1835), người phát triển phân loại mức độ bỏng

Những tài liệu đầu tiên về bỏng và cách chữa trị đã được mô tả trên các bức vẽ trong các hang động từ 3.500 năm trước đây. Các hồ sơ của Ai Cập cổ đại sớm nhất vào điều trị bỏng mô tả băng chuẩn bị với sữa từ những người mẹ của hai đứa con trai, và 1500 TCN Edwin Smith Papyrus mô tả phương pháp điều trị bằng cách sử dụng mật ong và các salve nhựa. Nhiều phương pháp điều trị khác đã được sử dụng qua các thời đại, bao gồm cả việc sử dụng các lá trà của Trung Quốc ghi nhận đến 600 TCN, mỡ lợn và giấm bởi Hippocrates ghi đến 400 trước Công nguyên, và rượu vang và chất nhựa thơm của Celsus tài liệu đến 100 CE. Pháp barber-bác sĩ phẫu thuật Ambroise Paré là người đầu tiên để mô tả mức độ khác nhau của bỏng trong những năm 1500. Guillaume Dupuytren mở rộng các bằng cấp này thành sáu khắc nghiệt khác nhau trong năm 1832.
Bệnh viện đầu tiên để điều trị bỏng mở vào năm 1843 tại London, Anh Quốc và sự phát triển của dịch vụ chăm sóc bỏng hiện đại bắt đầu vào cuối năm 1800 và đầu những năm 1900. Trong Thế chiến I, Henry D. Dakin và Alexis Carrel phát triển tiêu chuẩn cho làm sạch và khử trùng các vết bỏng và vết thương bằng cách sử dụng sodium hypochlorite giải pháp, trong đó giảm đáng kể tỷ lệ tử vong. Trong những năm 1940, tầm quan trọng của đầu cắt bỏ và da ghép đã được thừa nhận, và khoảng thời gian đó, hồi sức dịch và công thức để hướng dẫn nó là phát triển. Trong những năm 1970, các nhà nghiên cứu đã chứng minh tầm quan trọng của nước hypermetabolic rằng sau bỏng lớn.